# Google Reader

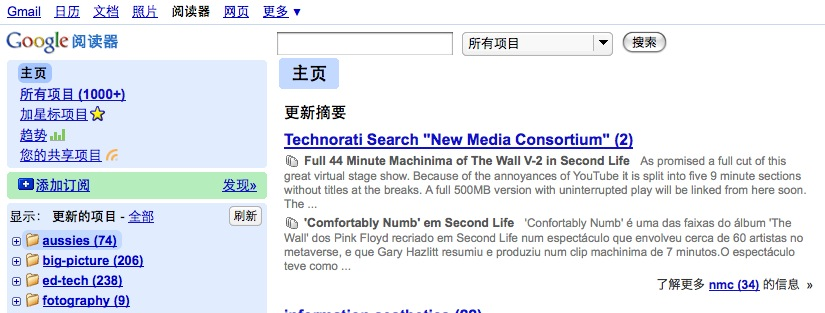

Google Reader was een gratis online feedreader. Het programma kon Atom- en RSS-feeds van nieuwssites lezen. Met een Google-account was het mogelijk om op sites te abonneren en zo steeds online nieuws te ontvangen via de website. Google Reader had ook een mobiele versie, en een Android-app. Er moest echter wel internet beschikbaar zijn op de mobiele telefoon. Verder is er software zoals Feedly en RSSOwl die destijds met Google Reader konden synchroniseren.
Google Reader werd op 1 juli 2013 opgeheven.

## Functies
- Nieuwsstromen (feeds) organiseren in categorieën
- Items markeren als gelezen of ongelezen
- Integratie met Google+
- Zijbalk waarin de nieuwsstromen per categorie geraadpleegd kunnen worden
- Nieuwe items verkennen om zo meer nieuwsstromen te verkrijgen
- Startpagina, een overzichtspagina met ongelezen nieuwsberichten